# LCD Soundsystem
LCD Soundsystem (Эл-си-ди Саундсистем) — американский музыкальный проект Джеймса Мёрфи, играющий электроклэш (музыку на стыке постпанка и диско). Проект выпустил четыре альбома, которые критики приняли довольно хорошо, включая последний, вышедший в 2017 году American Dream, который занял первое место в Billboard 200.
5 февраля 2011 года группа заявила о прекращении своего существования, которое последовало после прощального концерта. Последний состоялся 2 апреля 2011 года в Madison Square Garden, был заснят на видео и опубликован в виде документального фильма Shut Up and Play the Hits. Премьера фильма состоялась 22 января 2012 года на американском фестивале независимого кино Сандэнс.
25 декабря 2015 группа выпустила рождественский сингл «Christmas Will Break Your Heart», а также объявила о своем воссоединении и туре в 2016 году.

## История

### Первые синглы и одноимённый дебютный альбом (2002—2005)
LCD Soundsystem представили общественности свой первый сингл, Losing My Edge. Этот трек, который The Guardian назвала «восьмиминутным, очень смешным стёбом, замешанным на грязных электронных битах», быстро стал популярен в андерграундной танцевальной тусовке. Такой же похвалы удостоились следующие синглы — Give It Up и Yeah. Свой дебютный альбом команда выпустила в феврале 2005. Он стал двухдисковым: на первом диске содержались новые треки, а на втором были перевыпущены предыдущие синглы. Новый трек, Daft Punk Is Playing at My House, быстро набрал популярность и просочился в UK Top 40 в марте 2005, а также попал в саундтреки к играм FIFA 06, SSX on Tour и пр. На тот момент Мёрфи и компания гастролировали вместе с певицей M.I.A.. В июне 2005 группа записала кавер на песню Slowdive команды Siouxsie and the Banshees, которая стала би-сайдом для следующего сингла, Disco Infiltrator. 8 декабря 2005 LCD Soundsystem получили две номинации Грэмми в категориях «Лучший электронный альбом» и «Лучший танцевальный трек» (Daft Punk Is Playing at My House).

### 45:33иSound of Silver(2006—2008)
В октябре 2006 Мёрфи выпускает трек, названный 45:33 (который можно было встретить так же как и EP, где он разделен на шесть частей), для промокампании Nike и скачивания через iTunes. Что интересно, на самом деле трек идет 45 минут и 58 секунд.
Второй студийный альбом под названием Sound of Silver вышел 12 марта 2007 и получил оглушающе положительную критику. Сайт Pitchfork Media дал оценку 9.2/10, а The Guardian в своей рецензии поставила пять звезд из пяти возможных. Предваряющим синглом стала песня North American Scum.
Следующий сингл, All My Friends, включал в себя каверы этой песни от Franz Ferdinand и бывшего участника Velvet Underground Джона Кейла. Если скачать All My Friends EP через интернет, то вдобавок можно было получить кавер «LCD» на песню группы Joy Division — No Love Lost. В сентябре 2007 состоялся релиз A Bunch of Stuff EP, и группа отправилась в тур вместе с Arcade Fire. Позже, в 2007 году, группа выпускает третий сингл Someone Great и переиздает 45:33 на СD и виниле под флагом лейбла Мёрфи, DFA Records. В декабре 2007 на 12-дюймовом виниле выходят все би-сайды с европейских синглов, которые объединены под названием Confuse the Marketplace.
А также, в декабре 2007 Мёрфи и компания получают очередную номинацию на Грэмми в категории «Лучший электронный/танцевальный альбом», а издания The Guardian, Uncut, Drowned in Sound называют Sound of Silver лучшей песней 2008 года (63-е место) по версии Rolling Stone.

### This Is Happening(2009—2011)
18 ноября 2008-го, Эл Дойл в интервью 6 Music сообщил, что в скором времени «Система» будет расформирована. Однако, на следующий же день Дойл и Мёрфи опревергли эту новость и сообщили, что «новый альбом LCD Soundsystem уже в пути». Запись началась летом 2009 в Лос-Анджелесе. К Record Store Day 2009 (день, когда группы проводят поддержку независимых музыкальных магазинов) группа записала кавер на песню Алана Веги из Suicide под названием Bye Bye Bayou.
23 февраля 2010 официальный сайт сообщил, что работа над альбомом завершена. Первым синглом будет песня Drunk Girls и 25 марта её можно будет скачать с сайта One Thirty BPM. Название альбома и обложка к нему появились на официальном сайте лейбла DFA 30 марта. Пластинка под названием This Is Happening поступила в продажу в Британии 17 мая 2010, а в США — 18 мая. Перед релизом Мёрфи пообещал, что этот альбом будет «определенно лучше двух предыдущих», а также намекнул на то, что это будет последний их релиз.
Группа сыграла два секретных концерта 9 и 12 апреля в Music Hall of Williamsburg (Бруклин) и в Webster Hall (Нью-Йорк). На выступлениях, особенно на нью-йоркском, Джеймс просил фанатов не сливать альбом в сеть, о чём сообщил NME: «Мёрфи упал на колени на сцене и сказал: „Если к Вам попадет копия нового альбома раньше и вы захотите с ней поделиться с остальным миром, пожалуйста, не надо. Мы потратили два года, работая над ним и хотим, чтобы его получили тогда когда мы и запланировали. Меня не волнуют деньги — они приходят и уходят. Просто если попадёте на халяву, держите её при себе“».
Для Record Store Day 2010 группа отпечатала 1000 копий двенадцатидюймовых пластинок, на которых была записана песня Pow Pow из нового альбома. Как известно, люди бывают переменчивы: уже в августе в интервью The Quentus Мёрфи сообщил, что LCD Soundsystem не расходятся, будут жить и процветать, прокомментировав это так: «Мы будем делать музыку, 12-дюймовые винилы, отдельные синглы, что-то типа того. Просто трудно писать музыку, когда участники находятся в разных точках земли, когда у каждого свои семьи, свои дела. Надо немного времени, чтоб это стало большой частью нашей жизни».
Финальный концерт группы прошел в Madison Square Garden 2 апреля 2011. Он был заснят на видео и выпущен, как фильм-концерт Shut Up And Play Hits, который собрал положительные отзывы, как фанатов, так и критиков. Все думали, что это конец LCD Soundsystem, пока не наступило 25 декабря 2015 года.

### «Christmas Will Break Your Heart» и реюнион (2015 — настоящее время)
25 декабря 2015 года на официальном сайте появился рождественский сингл «Chirstmas Will Break Your Heart». Мерфи в небольшом предисловии к песне рассказал, что вынашивал планы по записи этого трека 8 лет, но «каждый декабрь, вспоминая о ней, понимал, что уже было поздно записывать рождественский сингл». Песня оказалась предвестником реюниона, слухи о котором ходили с осени 2015 года, однако тогда представители лейбла DFA Records все опровергали.
5 января 2016 года организаторы популярного фестиваля Coachella объявили, что LCD Soundsystem станут хедлайнерами мероприятия, которое пройдет в два уик-энда — с 15 по 17 и с 22 по 24 апреля 2016 года.

## Дискография

### Студийные альбомы
- LCD Soundsystem (2005)
- Sound of Silver (2007)
- This Is Happening (2010)
- American Dream (2017)